# 吉田文和
吉田 文和（よしだ ふみかず、1950年4月7日 - ）は、日本の経済学者。北海道大学名誉教授。愛知学院大学経済学部教授。専攻は産業技術論、環境経済学。経済学博士（京都大学 1987年）。
兵庫県生まれ。北海道大学大学院経済学研究科および北海道大学公共政策大学院教授を歴任。

## 研究領域
当初は産業技術を主な研究対象としており、博士論文は『マルクス機械論の形成』（京都大学）であった。また環境問題にも関心があり、経済と環境と技術の関係について理論的研究・実証的研究を行うようになる。ハイテク機器やIT機器による環境汚染の研究や、各種リサイクル法の是非を制度参画者分析（レジーム・アクター分析）等により検討している。近年では、アジアにおける環境問題、循環型社会の構築に向けた研究を行っている。

## 略歴

### 学歴
- 1969年 東京教育大学附属駒場高等学校卒業
- 1973年 旧・東京都立大学経済学部卒業
- 1978年 京都大学大学院経済学研究科博士課程単位取得退学

### 職歴
- 1978年 北海道大学経済学部専任講師
- 1980年 北海道大学経済学部助教授
- 1992年 北海道大学経済学部教授
- 2000年 北海道大学大学院経済学研究科教授
- 2005年 北海道大学公共政策大学院教授
- 2009年 北海道大学公共政策大学院付属公共政策学研究センター長
- 2010年 北海道大学大学院経済学研究科教授
- 2015年 愛知学院大学経済学部教授

### 委員会活動
- 2005年 札幌市廃棄物減量等推進審議会会長
- 2006年 北海道環境審議会会長、北海道地区温暖化対策推進会議会長

### 学会活動
- 経済理論学会
- 環境経済・政策学会
- 日本環境学会
- 日本科学史学会
- 廃棄物学会

## 著書

### 単著
- 『環境と技術の経済学』青木書店 1980
- 『マルクス機械論の形成』北海道大学図書刊行会 1987
- 『ハイテク汚染』岩波新書 1989
- 『廃棄物と汚染の政治経済学』岩波書店 1998
- 『IT汚染』岩波新書 2001
- 『循環型社会』中公新書 2004
- 『環境経済学講義』岩波書店 2010
- 『グリーン・エコノミー：脱原発と温暖化対策の経済学』中公新書 2011
- 『脱原発時代の北海道：これからのエネルギーの話をしよう』北海道新聞社 2012
- 『脱原発と再生可能エネルギー：同時代への発言』北海道大学出版会 2015
- 『ドイツの挑戦：エネルギー大転換の日独比較』日本評論社 2015
- 『スマートフォンの環境経済学』日本評論社 2017

### 共著
- 倉知三夫『三井資本とイタイイタイ病』大月書店 1979
- 山之内靖・二宮宏之・塩沢由典『生命系の社会科学』岩波書店 1994
- 松本聰・後藤典弘・細田衛士・西岡秀三『地球環境経済論（上）』慶應通信 1994
- 新澤秀則・細田衛士・寺出道雄・天野明弘『持続可能性の経済学』慶應義塾大学出版会 1995
- 山田国広・松井覚進・阿部悦子『生活 - 環境革命』藤原書店 2001
- 田中康夫・佐和隆光・山口二郎『市民がつくる公共事業』岩波ブックレット 2003
- 大崎満・帰山雅秀・中野渡拓也・山中康裕『北海道からみる地球温暖化』岩波ブックレット 2008
- 佐野郁夫・北裕幸・吉田晴代・山口佳三・堀口健夫・松田従三・江原幸雄・荒井眞一・近久武義・安田將人『持続可能な未来のために2』北海道大学出版会 2014

### 共訳著
- U・ペッチョウ他著『統合ドイツとエコロジー』共訳：白川欽也・寺西俊一 古今書院 1994
- D.オコンナー著『東アジアの環境問題 ―「奇跡」の裏側―』共訳：寺西俊一・大島堅一 東洋経済新報社 1996